# Marecchia
El Marecchia  és un riu a l'est d'Itàlia. A l'antiguitat fou conegut com l'Ariminus que era del grec Aríminos (Αρίμινος, que també és el nom antic de Rimini). El naixement del riu es troba prop de Monte dei Frati, que es troba a l'est de Pieve Santo Stefano i al sud-oest de Badia Tedalda a la província d'Arezzo a la Toscana. Els afluents principals són el Mavone, el torrent Mazzocco, el torrent Ausa i el riu San Marino.

## Història
Mentre es dirigia a lluitar contra l'exèrcit Ostrogot, el general romà d'Orient Narses va creuar el Marecchia en un pontó després que el líder dels gots que disputava el seu pas pel riu morís en una escaramuza. La desembocadura de la Marecchia és també el lloc llegendari on suposadament Antoni de Pàdua va predicar als peixos.